# Association Alianza
Association Alianza fue un club de fútbol del Distrito de La Victoria, de la ciudad de Lima, del Perú. Participó varias temporadas en la Primera División del Perú hasta 1928. 

## Historia
El club fue fundado en el Distrito de La Victoria, Lima. Estaba integrado por exjugadores juveniles de Alianza Lima, quienes no obtuvieron la oportunidad de integrarse al primer equipo. El club participó en la Segunda División Peruana de 1917, logrando ser promovido para la Primera División del Perú en 1918. Association Alianza permaneció en la Primera División del Perú hasta 1920.
Association Alianza retornó a la Segunda División Peruana de 1926, logrando ser promovido a la Primera División del Perú en 1927 y 1928. En 1928, el club descendió a la División Intermedia para la temporada 1929, cambiando su denominación a Alianza Cóndor. Después de varios años el club no logró ascender a la división de honor.

## Datos del club
- Temporadas en División Intermedia: 11  (1917, 1922, 1923, 1924, 1925, 1926, 1929, 1930, 1931, 1932, 1933).
- Temporadas en Primera División: 6 (1918, 1919, 1920, 1921, 1927, 1928).
- Mayor goleada realizada:

- Mayor goleada recibida:
  - Association Alianza 0:2 Sport Alianza (1918)
  - Association Alianza 0:2 Sport Alianza (1919)
  - Association Alianza 1:4 Sport Alianza (1919)

## Uniforme
- Principal: Camiseta con rayas delgadas azules y blancas, short blanco y medias blancas.
- Alterno: Camiseta con rayas delgadas azules y blancas, short blanco y medias azules.

### Nota
- El uniforme del club comparte características en el diseño entre el Ciclista Lima Association y Alianza Lima.

## Evolución del Uniforme
Association Alianza desde 1916 al 1927.
| Titular 1 | Titular 2 | Titular 3 | Titular 4 | Titular 5 | Titular 6 | Titular 7 | Titular 8 |

Alianza Condor desde 1928 al 1955.
| Titular 1 | Titular 2 | Titular 3 | Titular 4 | Titular 5 | Titular 6 | Titular 7 | Titular 8 |  |

## Palmarés
- División Intermedia (2): 1926, 1936.
- Subcampeón de la División Intermedia (1): 1930.

## Curiosidad
- La indumentaria que usó Alianza Lima en la temporada 2019, es muy similar en el diseño al del Association Alianza.